# Külgazdasági és Külügyminisztérium
A Külügyminisztérium Magyarország egyik minisztériuma, a magyar külpolitikai döntések előkészítéséért és végrehajtásáért felelős minisztérium, a külügyi igazgatás szerve. 2014-től Külgazdasági és Külügyminisztérium néven működik. Minisztere 2014 óta Szijjártó Péter, közigazgatási államtitkára 2022-től dr. Gyarmati Eszter.

## Feladatai
A külügyminisztérium minden államban az a központi közigazgatási szerv, amely a külpolitikai kérdések tekintetében a kormány döntéseit előkészíti.
A magyar magyar külügyminisztérium feladatai a miniszterek, köztük a külpolitikáért felelős miniszter feladat- és hatáskörét meghatározó mindenkori kormányrendeletből vezethetők le, azaz a külügyminisztérium az Országgyűlés és a kormány által meghatározott külpolitika gyakorlati végrehajtásáért felelős.
A minisztérium feladatait a Szervezeti és Működési Szabályzat bontja le az egyes szervezeti egységek szintjére. Ezek a szervezeti egységek három csoportba sorolhatók:
- területi főosztályok
- szakmai főosztályok
- funkcionális főosztályok.

Az említett csoportokon kívül további fontos szervezeti egységek a miniszteri kabinet,
az egyes államtitkárok, helyettes államtitkárok titkárságai.

## A külügyminisztériumok sajátosságai a közigazgatási rendszeren belül
A külügyi igazgatás számos sajátossággal rendelkezik az államigazgatáson belül. Az alapvető különbségek a következők:
1. a külügyminisztérium a külpolitika megvalósítására irányul, ehhez információkat gyűjt és rendszerez;
2. munkája nem csak a saját állami szervek akaratától, hanem az államok egymás közötti viszonyától, gyakran megegyezésétől függ;
3. tevékenysége kereteit főleg a nemzetközi jog határozza meg;
4. tevékenységét más állam területén is folytathatja
5. a konzuli munka kivételével a külügyminisztérium munkájából a hatósági jellegű tevékenység csaknem teljesen hiányzik, nem keletkezik hatóság–ügyfél viszony;
6. a saját államon belüli helyi közigazgatási szervek külügyi igazgatási tevékenységet nem végeznek.

## Története
Magyarország a török uralomtól 1848-ig nem rendelkezett önálló államisággal, így önálló magyar külügyi igazgatás sem jöhetett létre. 1848 tavaszán Magyarország már jelentős belső önállósággal rendelkezett, de a külügyek terén csak a király személye körüli miniszteren keresztül sikerült némi befolyásra szert tenni. A tisztséget Esterházy Pál Antal herceg töltötte be, akinek
hivatala a Batthyány-kormány alatt „kvázi külügyminisztériumként” funkcionált.
Magyarországnak saját külügyminisztere csak a Szemere-kormány megalakulásával lett, Batthyány Kázmér személyében. Nemzetközi sikereket már nem tudott elérni, de az Amerikai Egyesült Államokkal diplomáciai kapcsolat létesítését határozta el. Az
amerikai diplomata megérkezésére azonban már elbukott a szabadságharc.
1867-ben a kiegyezés révén – Magyarország jelentős belpolitikai önállóságot szerzett, de közös maradt a külügy, a hadügy és az ezekhez kapcsolódó pénzügy. A három közös területhez három közös miniszteri tisztség is tartozott, és a háromból egy mindig
magyar politikus volt. Az 1867–1918 közötti időszakban tevékenykedett összesen 10 közös külügyminiszterből – akik egyben a a közös minisztertanács elnöki tisztét is betöltötték – három volt magyar nemzetiségű. A legismertebb magyar nemzetiségű közös külügyminiszter, gróf Andrássy Gyula, 1871–1879 között töltötte be a tisztséget. 1915–1916-ban, majd 1918-ban néhány hónapig Burián István, 1918-ban pedig néhány hétig ifjabb Andrássy Gyula volt a közös külügyminiszter.
A közös minisztertanács tagja volt a magyar miniszterelnök is, akinek az egyetértése nélkül nem születhetett külpolitikai döntés, vagyis a magyar miniszterelnöknek vétójoga volt.
A diplomáciai apparátusban is nagy számmal voltak magyarok, főleg az arisztokrácia tagjai. A nagykövetségeken a magyarok száma megközelítette vagy el is érte a kívánatosnak tartott egyharmadot. Az első világháború kitörésekor például olyan fontos állomáshelyen, mint Berlin, Szentpétervár, Róma, a közös nagykövet magyar nemzetiségű volt.

### Az Osztrák–Magyar Monarchia külügyminisztériuma 1912–13-ban
Az Osztrák–Magyar Monarchia közös külügyminisztériumának a hivatalos elnevezése 1912–13-ban „a császári és királyi ház és a külügyek császári és királyi minisztériuma” (Kaiserlich und Königliches Ministerium des Kaiserlich und Königlichen Hauses und den Aeusseren) volt. Ekkoriban minden minisztérium elnevezésében szerepelt az uralkodói ház, és minden minisztériumban volt egy ezzel kapcsolatos ügyosztály. A külügyminisztériumban ez a részleg a címek, rangok, kitüntetések adományázásának kérdéseivel foglalkozott.
Maga a külügyminisztérium a miniszterből, több, osztályfőnöki címet viselő államtitkárból, miniszteri tanácsosokból, osztálytanácsosokból, titkárokból, fogalmazókból és segédhivatali személyzetből állt. Az első osztályfőnök alá tartoztak a külügyi hivatal, a diplomaták és a konzulok személyi ügyei. A politikai osztály vezetője gróf Szapáry Frigyes volt, ezen kívül létezett még gazdasági osztály és jogi osztály is.
A politikai osztály területi alapon elosztott referatúrákból állt, amelyek vezetői fiatal követek vagy idősebb nagykövetségi tanácsosok voltak, beosztottjaik pedig titkárok, attasék. Ez alkotta tulajdonképpen a diplomáciai hivatalt, ami politikai kérdésekkel foglalkozott.
A külügyi szolgálat három részre oszlott, a belső hivatalira, a külső diplomáciaira és a konzulira. A három rész között erősen korlátozott volt az átjárás.
A diplomáciai szolgálatra jelentkezőknek évi 12 000 korona saját jövedelmet kellett felmutatniuk. Kezdetben ugyanis az attasék semmilyen fizetést nem kaptak, a titkárok is csak keveset, de még a tanácsosok fizetése is csak a felét-harmadát fedezte a külföldi életükkel, társadalmi helyzetükkel járó kiadásoknak. A külképviseletek vezetői, a követek vagy nagykövetek azonban már olyan fizetést és reprezentációs pótlékot kaptak, ami nagyúri életvitelt tett lehetővé.
A közös külügyminisztériumban és általában az osztrák–magyar külügyi szolgálatban az osztrák és a magyar állampolgárok általában a két részállam kvótájának megfelelő arányban szerepeltek. Így a tisztviselők körülbelül kétharmada volt osztrák vagy az Ausztriához tartozó országrészek, nemzetiségek képviselője, egyharmada pedig magyarországi. Minden közös külképviseleten kellett legalább egy magyarnak is lennie.
A nemesi vagy főnemesi származás nem volt előfeltétel, de az említett anyagi korlátok már igen. Sokat számítottak a magas körökhöz fűződő társadalmi kapcsolatok, ajánlások is, de a befolyásos emberek a saját érdekükben is általában csak olyan fiatalokat ajánlottak a minisztérium vezetőinek figyelmébe, akikről tudták, hogy képesek megfelelni az elvárásoknak.
A minisztérium épülete a bécsi Ballhausplatzon állt, innen kapta a hivatal és az osztrák diplomácia, külpolitika egésze a nemzetközileg is használt „becenevét” (Ballhausplatz vagy rövidebben Ballplatz) is, hasonlóan például a párizsi „Quay d'Orsay”-hoz, a francia külügyminisztériumhoz. Ekkoriban a miniszter fogadótermeinek berendezése nagyrészt még Metternich és Kaunitz kancellárok idejéből származott. Az épületben volt a miniszter magánlakosztálya is.

### Az önálló magyar külügyminisztérium létrejötte
1918-ban az önálló magyar külügyi igazgatás megteremtésének jogi alapját a Károlyi Mihály-kormány idején elfogadott 1918. évi V. néptörvény képezte. Ez a törvény a Horthy-korszak alatt is érvényben maradt. Mivel ekkoriban csak a nagyhatalmak tarthattak egymással nagyköveti szintű kapcsolatot, Magyarország csak követek küldésére volt jogosult.
A Külügyminisztérium a budai várban, a Dísz téren működött.
Az 1930. évi adatok szerint a minisztérium létszáma belföldön kb. 50 fő volt, osztályfőnök, tanácsos, osztálytanácsos, titkár, segédfogalmazó rangban. Munkájukat körülbelül 120 fős segédszemélyzet támogatta.
A minisztérium legfontosabb osztályai a következők voltak:
- a politikai osztály feladata a külképviseletek jelentéseinek feldolgozása volt;
- a kabinet a külügyminiszter kormánytagként végzett tevékenységét készítette elő;
- a sajtóosztály a külföldi propagandát irányította;
- a protokollosztálynak a külföldi vendégek magyarországi programjának, a külföldi politikusoknak, követeknek az államfővel való találkozásainak előkészítése, lebonyolítása volt a feladata.

1930-ban a Magyar Királyság 22 követséget és 16 konzulátust tartott fenn. A külképviseleteken dolgozók összlétszáma mintegy 350 fő volt.
A két világháború közötti időszakban a külügyi igazgatás irányítója a mindenkori
miniszterelnök és a külügyminiszter volt.
1919 és 1945 között összesen 27-szer történt személyi változás a külügyminiszteri poszton, beleértve azokat az eseteket is, amikor a kormányfő a külügyek irányítását
kizárólag magának tartotta fenn. Teleki Pál kormányfőként háromszor is betöltötte a külügyminiszteri posztot, Walko Lajos pedig kétszer is volt külügyminiszter.
A kormányzó hatáskörét szabályozó törvények szerint a kormányzó külügyi hatáskörei a következők voltak:
- képviseli az országot a nemzetközi viszonylatokban;
- követeket küldhet és fogad;
- kinevezi – a kormányfő javaslatára – a külügyminisztert;
- nemzetközi szerződéseket köthet azzal a megkötéssel, hogy a törvényalkotási tárgykörbe tartozó nemzetközi szerződések esetében szükség van az országgyűlés előzetes hozzájárulására.

### A második világháború után
A második világháborúban vesztes Magyarország 1945-től 1947-ig, a párizsi békeszerződések aláírásáig a Szövetséges Ellenőrző Bizottság (SZEB) felügyelete alatt állt, mely utóbbiban a Szovjetunió befolyása volt a döntő. Az ország szuverenitása 1947 után is csak formálisan állt helyre, mert az országban szovjet támogatással a kommunista párt, a Magyar Dolgozók Pártja ragadta magához a hatalmat. Ilyen körülmények között a magyar Külügyminisztérium önálló külpolitikát nem folytatott, nem folytathatott, tevékenysége jószerével csak az ország külkapcsolatainak adminisztrálására, lebonyolítására korlátozódott.
A külügyi apparátus újjászervezése már 1945 áprilisában elkezdődött. Az új minisztériumban béke-előkészítő, fegyverszüneti, a hadifoglyokkal foglalkozó, gazdasági és jóvátételi
részlegek jöttek létre. Eleinte mindössze 34 fő dolgozott a külügyminisztériumban, a létszám két év alatt érte el a háború előtti szintet.
Az 1949. évi alkotmány Országgyűlés hatáskörébe utalta a nemzetközi szerződések kötését. Az aktív és a passzív követküldési jogosítvány a Népköztársaság Elnöki
Tanácsát illette meg, amely továbbá ha az Országgyűlés nem ülésezett, akkor államközi
nemzetközi szerződéseket is köthetett.
A rendszerváltás előtt a külpolitikai stratégia, a lényeges külpolitikai döntések kialakításában a külügyminisztérium és a külképviseletek szerepe másodlagos volt, a külpolitika igazi irányítója az állampárt vezetője, illetve a Politikai Bizottsága volt. A fontosabb külügyi döntések előkészítését a Központi Bizottság Külügyi Osztálya végezte.

### A magyar Külügyminisztérium szervezeti felépítése 1950 és 1990 között
A Külügyminisztérium szervezeti rendszerének kiépítése az új körülménye között 1949-ben kezdődött meg és 1951. január elejére fejeződött be. A miniszter 1949 júniusától Kállai Gyula volt. Személyes titkára Rév Erika volt, mellette nyolcfős miniszteri titkárság működött. Közvetlen miniszteri irányítás alá került a Személyzeti Főosztály, a Jogi-Konzuli Osztály, az Ellenőrzési Osztály és a Gazdasági Hivatal.
A Külügyminisztérium mindennapi munkáját az 1950-es évek elejétől tulajdonképpen Berei Andor politikai államtitkár irányította. Közvetlen irányítása alá a Politikai Főosztály és az Igazgatási Főosztály tartozott. A Politikai Főosztályt vezetője Sík Endre, két helyettese Rózsa Irén és Kutas Imre volt. volt. Ezen belül két területi főosztályt alakítottak ki. Az I.Területi Főosztályhoz tartozott a Szovjetunió Osztálya, a Közép-európai Demokráciák Osztálya, a Délkelet-európai Népi Demokráciák Osztálya, a Távol-keleti Osztály és három referatúra: a KGST, a Nemzetközi Szervezetek Ügyei és a magyar ösztöndíjasok.
A II. Politikai Főosztályon belül volt az Angolszász és Latin-amerikai Osztály, az Európai Kapitalista Országok I. Osztálya, az Európai Kapitalista Országok II. Osztálya, a Kőzel- és Közép-Kelet Osztálya. A Külföldi Magyarok Referatúrája és a Kapitalista Országok Gazdasági Referatúrája önálló volt a főosztályon belül.
Az Igazgatási Főosztály tartott kapcsolatot a belügyi szervekkel, és felelős volt a minisztérium épületének biztonságáért.
A politikai államtitkár mellett még egy államtitkár volt a minisztériumban, Boldizsár Iván, akihez a Tájékoztatási Főosztály és a Protokollosztály tartozott. A Tájékoztatási Főosztályt feladata a bel- és külföldi tájékoztatás, vezetője ekkoriban főosztályvezető-helyettesként Száll József volt.
A minisztérium hivatali felépítésétől strukturálisan függetlenül működött az állampárti párt- és a szakszervezet.
A miniszter tanácsadó, véleményező szerve a Miniszteri Kollégium (1951. július 1-től a Külügyminisztérium Kollégiuma) volt. A kollégium elvi kérdésekkel foglalkozott, negyedévi munkaterv szerint dolgozott. Üléseit a miniszter távollétében az első helyettese vezette. Rajtuk  kívül a kollégium további nyolc tagját a miniszter javaslatára a Minisztertanács nevezte ki. 1956 áprilisában a kollégium létszámát hét főre csökkentették. Elnöke ekkor Sík Endre, a külügyminiszter első helyettese volt, tagjai Kárpáti József miniszterhelyettes, Sebes István miniszterhelyettes, Marjai József, az I. Politikai Főosztály vezetője, Rostás István, a II. Politikai Főosztály vezetője és Rubin Péter, a Tájékoztatási Főosztály vezetője.
1953 márciusában az I. Politikai Főosztály 46 főből állt (egy főosztályvezető-helyettes, négy osztályvezető és egy főelőadó a többiek előadók), a másik területi alapon szervezett egységet, a II. Politikai Főosztályt ötvenkilenc fő alkotta, akikből egy főosztályvezető-helyettes, négy osztályvezető és kilenc főelőadó volt. A Külügyminisztérium teljes magyarországi létszáma együtt négyszázhúsz fő volt, közülük 34 vezető beosztású, 27 főelőadó, 114 előadó és 8 segédelőadó.
1954-ben nagyobb szervezeti átalakításra került sor, részben a dolgozók javaslatai alapján. Felállították a III. Politikai Főosztályt, amit időnként C Főosztálynak is neveztek. Ide tartozott a Nemzetközi Szervezetek Osztálya, illetve a Jogi és Konzuli Osztály. Vezetője Kolozs Márta lett főosztályvezető-helyettesi rangban.
A Protokollosztály tehermentesítése céljából 1954 októberében hozták létre a Diplomáciai Testületet Ellátó Irodát (DTEI) megszervezésére, amelynek feladata a
Budapesten akkreditált diplomáciai képviseletek megfelelő ellátása, épület- és lakásgondjaik megoldása, vámmentességi ügyeik, a budapesti diplomáciai testület tagjaival kapcsolatos összes technikai és adminisztratív tevékenység, a képviseletek vagy azok tagjai magyar állampolgárságú alkalmazottainak ügyei. Az iroda munkája feletti felügyelet a Protokollosztály vezetőjének feladata volt.
Az 1955-ös szervezeti felépítés keretében a Szovjetunióval és Mongóliával kapcsolatos ügyek a Szovjetunió Önálló Osztály hatáskörébe kerültek, a miniszter első helyettesének felügyelete alatt. Az I. Politikai (Területi) Főosztály három osztályra tagolódott: a Közép-európai Osztályra (Ausztria, Német Demokratikus Köztársaság, Németországi Szövetségi Köztársaság és Svájc referatúráival), a Közép- és észak-európai Osztályra (Csehszlovákia, Dánia, Finnország, Lengyelország, Norvégia és Svédország) és a Távol-keleti Osztályra (Észak- és Dél-Vietnam, Kína, Japán, Koreai Népi Demokratikus Köztársaság, Koreai Köztársaság és Thaiföld). A II. Politikai (Területi) Főosztályt négy osztály alkotta: a Délkelet-európai Osztály (Albánia, Bulgária, Görögország, Jugoszlávia és Románia), a Nyugat-európai Osztály (Belgium, Franciaország, Hollandia, Luxemburg, Olaszország, San Marino, Portugália és Spanyolország), a Közel- és Közép-keleti Osztály (Abesszínia, Afganisztán, Burma, Ceylon, Egyiptom, India, Indonézia, Irán, Izrael, Libanon, Nepál, Pakisztán, Szíria és Törökország) és az Angol-Amerikai Osztály (az amerikai kontinens államai és az Egyesült Királyság). Ide tartozott a külföldi magyarok önálló referatúrája is. A III. Politikai Főosztály multilaterális ügyekkel foglalkozott volt, ide tartozott az Egyesült Nemzetek Osztálya, a Nemzetközi Jogi Osztály, a Nemzetközi Szervezetek Osztálya, a Nemzetközi Gazdasági és Pénzügyi Osztály, illetve a restitúciós ügyekkel foglalkozó önálló referatúra.
1955-ben a Külügyminisztérium létszámkerete belföldön 471, a külképviseleteken 529 volt, ebből augusztus 31-ig Budapesten 449, külföldön 472 állást töltöttek be.
1956 júliusában vezették be a KÜM-ben a szóvivő intézményét. A külügyi szóvivő kéthetenként sajtóértekezleten tájékoztatást adott az legfontosabb aktuális
nemzetközi kérdések magyar vonatkozásairól. Esetenként előzetes tájékoztatást adott a már elfogadott, de nyilvánosságra még nem hozott nemzetközi lépésekről.
1956. szeptember első napján megszűnt az I. és II. Politikai Főosztály, és a területi alapon működő politikai osztályok önállóvá váltak. Az osztályvezetők közvetlenül irányították a hatáskörükbe tartozó nagykövetségeket, követségeket, konzulátusokat, a politikai kapcsolatok ápolását. A területi osztályvezetőket kiadmányozási és kötelezettségvállalási joggal is felruházták.
A forradalmat megelőző belpolitikai forrongás az 1956-os év egészében  éreztette hatását a Külügyminisztériumban is. Belső fórumokon a dolgozók nyíltan támadták a Személyzeti Főosztály „rossz munkáját”, az indokolatlan elbocsátásokat, áthelyezéseket, a kegyetlen, embertelen bánásmódot. A KÜM pártszervezete bizottságot alakított az ügy kivizsgálására, kb. 50 dolgozót hallgattak meg. A bizottság végkövetkeztetése szerint súlyos felelősség terhelte a Személyzeti Főosztályt, valamint a minisztert és helyetteseit is. 1956 júliusában le is váltották Boldóczki János külügyminisztert, utódja Horváth Imre lett.
A külügyminisztérium struktúrája az évek során folyamatosan változott. Az 1955-ben még politikai főosztályok később területi főosztályokként működtek, s megjelentek
a szakmai és a funkcionális főosztályok is. A szakmai főosztályok között különösen fontos szerepet töltött be a Minisztérium Titkársága, amely a minisztériumközi, kormányzati együttműködés szervezésének és a külügyminisztérium belső koordinációjának
munkaszervezete volt.
A rendszerváltás során létrejött modell szerint a külpolitikai stratégia kidolgozásában és végrehajtásának központi irányításában a meghatározó szerepet a mindenkori kormányfő és a külügyminiszter játssza, miközben fontos külpolitika-alakító és ellenőrző szerepe
van az Országgyűlésnek és az állam képviseletében a köztársasági elnöknek is.

### A magyar hírszerzés tevékenysége a Külügyminisztériumban 1948 és 1990 között
A magyar hírszerző titkosszolgálatok behatolása a Külügyminisztériumba 1948 végén kezdődött. Az úgynevezett polgári hírszerzés ebben az időszakban az Államvédelmi Hatóság keretében működött, a katonai hírszerzés pedig a Honvédelmi Minisztérium Katonapolitikai Osztályának része volt. Mindkettő megkezdte saját kádereinek elhelyezését a minisztériumban, főleg az Igazgatási Főosztályon és a Műszaki Osztályon, valamint hozzáfogtak a külügyi dolgozók beszervezéséhez. Az Igazgatási Főosztály vezetője Mátrai Tamás államvédelmi alezredes, Péter Gábor közvetlen munkatársa lett. A minisztérium vezetői közül Berei Andor volt beavatva ezekbe az ügyekbe. Bereit, az egykori illegális kommunistát, aki szovjetunióbeli emigrációból tért haza, 1948 novemberében neveztek ki politikai államtitkárrá.
A külképviseletek közül először a bécsi magyar követségen jött létre a magyar hírszerzés helyi egysége, azaz rezidentúrája 1950 decemberében. 1956 októberéig a fontosabb tőkés országokban összesen tíz rezidentúrát állítottak fel a magyar külképviseletek fedése alatt. A külföldön dolgozó hírszerző tisztek száma 1956-ig 62-re emelkedett.
Ekkoriban az állambiztonsági tisztek kiküldetését más név alatt más név alatt szervezeték meg, a Külügyminisztérium ezen a hamis néven vette állományba az illetőt, mintha pártiskoláról vagy üzemből került volna a Külügyminisztériumba. A fedőnévhez születési anyakönyvi kivonatot és egyéb dokumentumokat is gyártani kellett, és kialakítani egy összefüggő, hamis történetet az életpályáról, az úgynevezett legendát. A minisztériumban csak egy-két felső vezető tudhatta, hogy az illetőt az ÁVH küldte, és a hírszerzés központjában is csak az illető közvetlen felettesei ismerhették a történetet.
Mindez a gondos szervezés azonban a legtöbb esetben hiábavaló volt, mivel az állambiztonsági tisztek felkészültsége mind nyelvi, mind szakmai szempontból hiányos volt, és legtöbbjük már a minisztériumba kerülése pillanatában lelepleződött a környezete előtt. Az 1956-os forradalom alatt a Külügyminisztérium Forradalmi Bizottsága így könnyen listát állíthatott össze azokról az államvédelmi beosztottakról, akik diplomáciai fedésben dolgoztak a külképviseleteken. Emiatt a forradalom után gyakorlatilag az összes hírszerző tisztet le kellett cserélni.
Fennmaradt egy 1958. május 2-i keltezésű, „A BM hírszerző rezidensei és beosztottai kötelességei a fedésükre szolgáló külképviseleti munka ellátásában” című dokumentum, amelyet a belügyminiszter, a külügyminiszter és a külkereskedelmi miniszter írt alá. Ennek célja az volt, hogy rendezze a titkosszolgálati tisztek helyzetét a külképviseleteken, mégpedig úgy, hogy a korábbiaktól eltérően képesek és kötelesek legyenek ellátni fedőszervi hivatali munkájukat is a titkos tevékenységük mellett. Ez fontos volt konspirációs okokból, valamint a külképviseletek zökkenőmentes munkája érdekében is.
A dokumentum melléklete a belügyminiszter és a honvédelmi miniszter aláírásával szabályozta a belügyi és a katonai hírszerző szerv, az úgynevezett „társszervek” kapcsolatát is. Ez leszögezte, hogy a beosztottak között operatív jellegű kapcsolat nincs, hivatalosan csak a rezidensek tudhatnak egymásról. Ők a konkrét helyi problémákról kötelesek egyeztetni, de a két apparátus közötti koordinációt, információcserét csak a szervek központjai végezhetik.
1959-ben hírszerző tisztek belföldi és külföldi fedésére szabályzat készült. A KÜM-be küldött hírszerzőknek nevet változtatniuk már nem kellett, de úgynevezett „leplezési tervet” dolgoztak ki, egyeztetve a KÜM illetékes vezetőjével, aminek tartalmaznia kellett az illető megfelelően átalakított életrajzát, a legenda szerinti utolsó munkahelyén beosztását és fizetését, a megfelelő okmányokat. Ennek során minél több a valóságnak megfelelő adatot kellett felhasználni.
A hírszerző tisztnek a KÜM-be történt áthelyezése után, de kihelyezése előtt legalább hat hónapot kellett a központban dolgoznia, hogy elsajátítsa a kinti fedőszervi munkájához szükséges alapvető ismereteket.
A négy érintett miniszter (belügyminiszter, külügyminiszter, honvédelmi és külkereskedelmi miniszter) közös utasításban szabályozta a hírszerzők jogait és kötelezettségeit a külképviseleteken. Emellett azt is elfogadták, hogy az érintett külképviseleteken valamennyi beosztottat – a hivatali vezető kivételével – az egyik vagy másik hírszerző szerv titkos munkatársaként (ügynökként) be kell szervezni, elsősorban azért, hogy így még jobban kötelezzék őket a titoktartásra.
A követségek és a kereskedelmi képviseletek vezetőit nem volt szabad beszervezni, azonban sokan voltak közülük, akik korábban a hírszerzésnél dolgoztak és onnan jutottak el a követi, illetve nagyköveti posztig, amikor – legalábbis formálisan – megszakították kapcsolatukat a titkosszolgálattal, elsősorban azért, hogy esetleges lebukásuk esetén elkerülhető legyen a nagyobb diplomáciai botrány. Ebbe a kategóriába tartozott többek között Dallos András, Dömény János, Gonda Lajos, Hárs László, Hollai Imre, Kovács János, Lakatos Emil, Molnár István, Palotás Rezső, ifj. Simics Sándor, Rajnai Sándor, Vértes János, Szarvas Pál, Esztergályos Ferenc, Tömpe András, Várkonyi Péter, Vass Miklós.
A gondos káderkiválasztás ellenére történtek átállások, árulások a vezetők és a hírszerzők körében is, például Radványi János ügyvivő Washingtonban, Szabó László vagy Bernáth Ernő beosztott hírszerző Londonban illetve szintén Washingtonban.
Egészében véve a Nyugaton dolgozó diplomata beosztottak közel tíz százaléka a katonai hírszerzés, huszonhét százaléka a belügyi hírszerzés hivatásos állományú tagja volt. A Külügyminisztérium központjában dolgozó diplomaták esetében mintegy öt százalék a belügyi, öt százalék a katonai hírszerzés tisztje volt, a beszervezett „titkos munkatársak” aránya viszont közel hetven százalék volt.
A Külügyminisztérium és a hírszerzés kapcsolatát átfogóan rendezte 1969-ben az a megállapodás, amit Péter János, Benkei András és Czinege Lajos írt alá. Rögzítették azt az elvet, miszerint a külképviseleteken a hírszerzők kettős alárendeltségben dolgoznak, a külügyi munkát illetően a külképviselet vezetőjének az utasításait kell végrehajtaniuk. A hírszerzőknek meg kellett felelniük a diplomáciai és konzuli munkakör betöltése általános feltételeinek, szakmai vizsgát kellett tenniük.
A rendszerváltás után a KÜM és a hírszerzés együttműködését átfogóan felülvizsgálták. Jeszenszky Géza külügyminiszter 1990. augusztusában felkérte Boross Pétert, az Információs Hivatalt felügyelő tárca nélküli minisztert, hogy az új kerettörvény elfogadásáig a Külügyminisztérium státuszain lévő hírszerző tiszteket 1990. szeptember 30-i hatállyal hívják vissza.

## Székháza
Székháza Budapest I. kerületében a Bem rakpart 47. sz. alatt található. Épülete kiterjed a Bem József tér – Fő utca – Ganz utca – Bem rakpart által határolt egész háztömbre, valamint rendelkezik egy modernebb, a rendszerváltás idején épült nagy irodaépülettel is a Nagy Imre téren. A minisztérium emellett időről időre más épületekben is fenntart irodákat. 
- A régi rész "A" épületét (Fő utca 81.–Ganz utca 1-3.–Bem rakpart 47.) 1909–1914-ben épült – eredetileg az Magyar Királyi Állami Számvevőszék palotájának – Bálint Zoltán és Jámbor Lajos tervei szerint.[36]
- A régi rész "B" és "C" épületét Baumgarten Sándor tervezte 1912-ben lakóháznak.[37] A "B" és "C" épület 1995-ös átalakításakor az épület pinceszintjén találták meg a Kakas bástyát.[38] Az épület bejárati csarnoka padlózatának egy részét üvegből alakították ki, és ezen keresztül látható a restaurált maradványok egy része.